# Page Up și Page Down (taste)

Tastele Page Up şi Page Down printre alte taste

Tastele Page Up și Page Down sunt două tipuri de taste găsite în majoritatea tastaturilor. Acestea sunt folosite adesea pentru a ajuta utilizatorul să mute în partea de sus sau de jos a unei pagini. Însă, în cazul în care documentul este mai mic decât unul de mărimea ecranului întreg, tastele nu răspund. 
Aceeași utilizare o au și tastele săgeată.